# Tăng giá và giảm giá tiền tệ
Giảm giá tiền tệ là sự mất giá trị của đồng tiền của một quốc gia đối với một hoặc nhiều đồng tiền tham chiếu nước ngoài, thường là trong một hệ thống tỷ giá hối đoái thả nổi, trong đó không có giá trị tiền tệ chính thức nào được duy trì. Tăng giá tiền tệ ở cùng bối cảnh là sự gia tăng giá trị của một đồng tiền. Những thay đổi trong ngắn hạn về giá trị của một đồng tiền được phản ánh thông qua những thay đổi trong tỷ giá hối đoái.
Sẽ không có giá trị tối ưu cho một đồng tiền. Giá trị cao và thấp đều phải đối mặt với sự đánh đổi, đi cùng với đó là các hệ quả phân bổ cho các nhóm khác nhau.

## Nguyên nhân

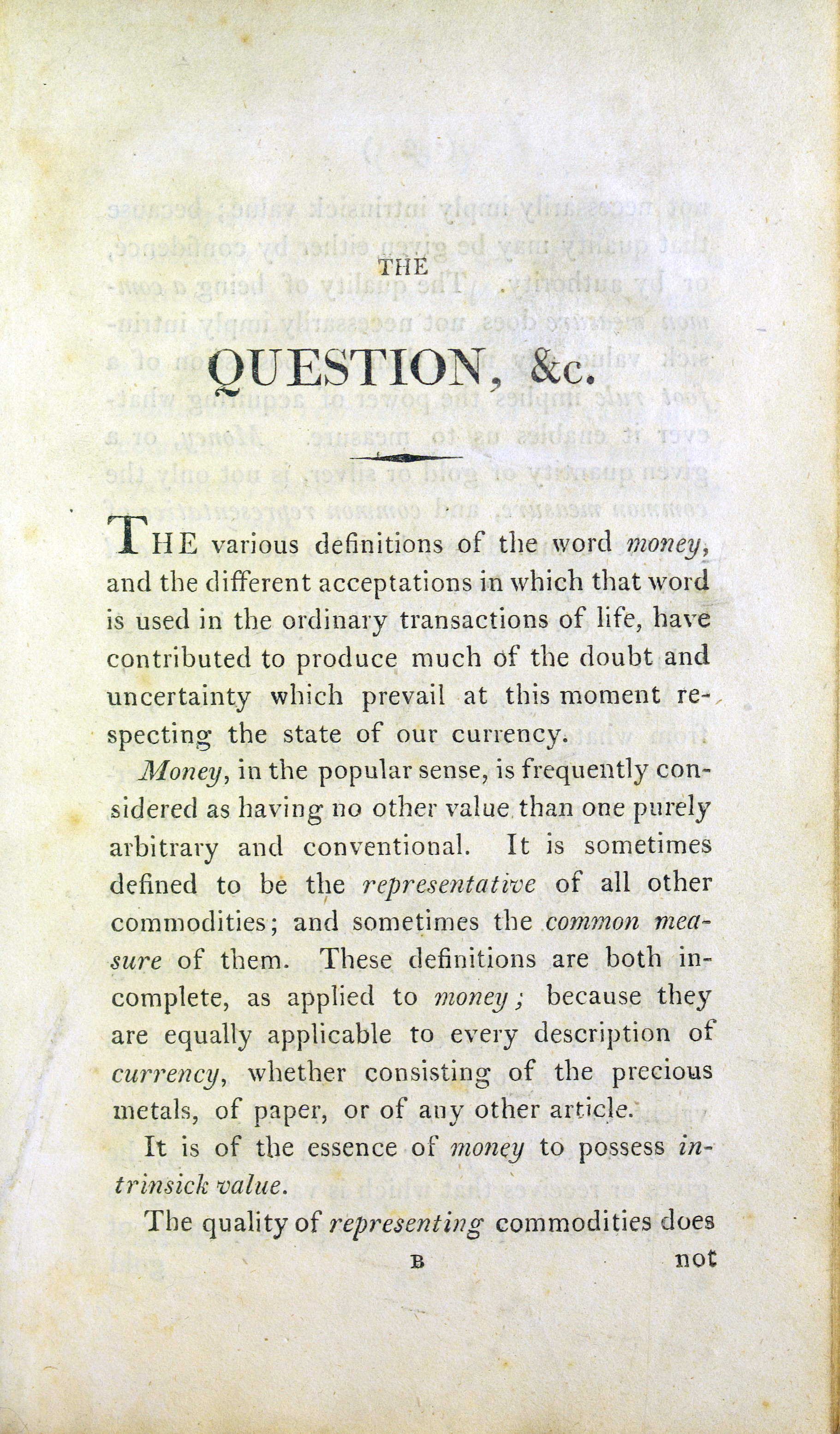
William Huskisson, Question concerning the depreciation of our currency, 1810

Trong hệ thống tỷ giá hối đoái thả nổi, giá trị của một đồng tiền tăng lên (hoặc giảm xuống) nếu cầu về nó tăng nhiều hơn (hoặc ít hơn) so với cung. Trong ngắn hạn, điều này có thể khó dự đoán trước vì nhiều lý do, bao gồm cán cân thương mại, đầu cơ, hoặc các yếu tố khác trên thị trường vốn quốc tế. Ví dụ, sự gia tăng mua sắm hàng hóa nước ngoài của cư dân trong nước sẽ làm tăng nhu cầu ngoại tệ để thanh toán cho những hàng hóa đó, khiến đồng nội tệ giảm giá.
Một nguyên nhân khác khiến đồng tiền tăng giá (hoặc giảm giá) là các chuyển động đầu cơ của vốn với niềm tin rằng đồng tiền đó bị định giá thấp hơn (hoặc được định giá quá cao) và với dự đoán về một "sự điều chỉnh". Chính những chuyển động như vậy có thể khiến giá trị của đồng tiền thay đổi.
Xu hướng tăng giá (hoặc giảm giá) trong dài hạn có thể là do lạm phát ở nước này trung bình thấp hơn (hoặc cao hơn) so với lạm phát ở các nước khác, theo nguyên tắc của ngang giá sức mua trong dài hạn.

## Hiệu ứng kinh tế
Khi đồng tiền của một quốc gia tăng giá so với các đồng tiền nước ngoài, hàng hóa nước ngoài trở nên rẻ hơn trên thị trường nội địa và có áp lực giảm tổng thể đối với giá nội địa. Ngược lại, giá của hàng hóa nội địa do người nước ngoài thanh toán tăng lên, điều này dẫn tới xu hướng giảm nhu cầu của người nước ngoài với hàng hóa nội địa.
Sự giảm giá của đồng nội tệ có hiệu ứng ngược lại. Do đó, đồng tiền mất giá thường có xu hướng làm tăng cán cân thương mại của một quốc gia (xuất khẩu trừ nhập khẩu) bằng cách cải thiện khả năng cạnh tranh của hàng hóa nội địa trên thị trường nước ngoài trong khi làm cho hàng hóa nước ngoài kém cạnh tranh hơn trên thị trường nội địa vì trở nên đắt đỏ hơn.
Trên thị trường vốn quốc tế, sự thay đổi giá trị của đồng tiền có thể làm phát sinh lãi hoặc lỗ ngoại hối. Đồng nội tệ tăng giá làm tăng giá trị của các công cụ tài chính bằng đồng tiền đó, trong khi có tác động ngược lại đến các công cụ nợ.

## Thị trường
Để dự đoán một đồng tiền tăng giá và giảm giá, các nhà giao dịch sử dụng lịch kinh tế. Lịch này bao gồm các bản phát hành kinh tế, điều mà xác định điểm mạnh và điểm yếu của nền kinh tế. Do đó, nếu một nhà kinh doanh chỉ biết rằng tăng trưởng GDP của quốc gia có đồng tiền mà anh ta giao dịch giảm so với dự báo, anh ta có thể mong đợi sự sụt giảm của đồng nội tệ.
Cùng với đó, những thuật ngữ này được sử dụng khi nói về chính sách tiền tệ của Ngân hàng Trung ương. Ngân hàng trung ương là một cơ quan duy nhất phát hành tiền. Do đó, chính sách của nó có ảnh hưởng tới đồng nội tệ: Nếu ngân hàng trung ương tăng lãi suất, hoặc đưa ra những bình luận tích cực về nền kinh tế của đất nước, đồng nội tệ sẽ tăng giá. Nếu ngân hàng trung ương cắt giảm lãi suất, hoặc báo hiệu những vấn đề về nền kinh tế, đồng nội tệ sẽ giảm giá.

## Hiệu ứng chính trị
Những thay đổi trong giá trị của đồng tiền một quốc gia có tác động phân bổ trong phạm vi quốc gia và giữa các quốc gia khác. Kết quả là, tiền tệ mất giá và tăng giá có hậu quả chính trị. Tăng giá tiền tệ có lợi cho những người tiêu dùng, vì chúng khiến hàng hóa nước ngoài rẻ hơn, nhưng gây hại cho người sản xuất trong nước, những người phải đối mặt với cạnh tranh lớn hơn với nhà sản xuất nước ngoài. Mất giá tiền tệ có ảnh hưởng ngược lại. Các nhóm lợi ích đặc biệt sau đó vận động hành lang tăng hoặc giảm tiền tệ. Chính phủ thường bị trừng phạt vì sự mất giá của đồng tiền.
Nếu một đất nước phụ thuộc nhiều vào hàng hóa nhập khẩu, sự giảm giá của tiền tệ có thể giảm mức sống, làm suy yếu sự tăng trưởng của nền kinh tế, và gia tăng lạm phát. Tuy nhiên, sự mất giá cũng có thể củng cố các nhà sản xuất trong nước và tăng tổng sản lượng, làm cho nó trở thành một lựa chọn chính sách phổ biến để tạo điều kiện cho sự phục hồi kinh tế.